# Рудницкий, Константин Лазаревич
Константи́н Ла́заревич Рудни́цкий (настоящее имя Лев; 26 июля 1920, Кётен — 24 сентября 1988, Москва) — советский театральный критик, историк театра; доктор искусствоведения; член Союза писателей СССР с 1960 года, член Союза кинематографистов СССР.

## Биография
Родился в городе Кётене (Германия), в дальнейшем был вынужден скрывать место рождения. В 1937 году родители подверглись репрессиям: отец, Лазарь Григорьевич Рудницкий (1895—1938), уроженец местечка Колтыняны Россиенского уезда, был расстрелян; мать, Рахиль Григорьевна Рудницкая (1895—19 марта 1968), провела 8 лет на Колыме.
В 1942 году окончил театроведческий факультет ГИТИСа. В июле 1943 года призван в РККА. Служил военным корреспондентом газеты «Сталинец» 5-го гвардейского танкового корпуса. Награждён орденом Красной Звезды, оденом Отечественной войны I степени и медалью «За отвагу». Демобилизован в августе 1946 года в звании старшего лейтенанта.
С 1946 года работал в газете «Советское искусство». По словам Анатолия Смелянского, «познал галерный труд оперативного газетчика, писал за других». В 1949 году, в период так называемой борьбы с космополитизмом был уволен из редакции. Ещё в сталинские времена, когда, как отметил Смелянский, «писать о современном театре оказалось практически невозможно, а само занятие театральной критикой стало оскорбительным для достоинства литератора», Рудницкий предпочёл заниматься историей театра. С 1959 года работал в Институте истории искуксств АН СССР (впоследствии Всесоюзном научно-исследовательском институте искусствознания).
Автор многочисленных трудов о Всеволоде Мейерхольде; некоторые книги даже в годы «оттепели» ему приходилось «пробивать» так же, как пробивали лучшие спектакли тех лет. Книгу «Режиссёр Мейерхольд» в 60-х едва не «пустили под нож», и в дальнейшем, вплоть до начала 1980-х годов, ни одной работы о Мейерхольде и его театре Рудницкому опубликовать не удалось.
Последним капитальным трудом Рудницкого, вышедшим в год его смерти, стала богато иллюстрированная книга-альбом «Русский и советский театр» на английском и французском языках (Thames and Hudson,L,1988, 520 р.; Editions du Regard, P.).
Похоронен на Ваганьковском кладбище.

## Семья
Жена — искусствовед и театральный критик Татьяна Израилевна Бачелис. С 1967 года они жили в ЖСК «Советский писатель»: Красноармейская улица, д. 21 (до 1969: 1-я Аэропортовская ул., д. 20).
Сын — литературовед и переводчик Михаил Рудницкий.

## Сочинения
- А. В. Сухово-Кобылин: Очерк жизни и творчества. — М., 1957.
- Портреты драматургов. — М., 1961.
- Режиссёр Мейерхольд. — М., 1969.
- Спектакли разных лет. — М., 1974.
- Мейерхольд. — М., 1981. — (Жизнь в искусстве)
- Проза и сцена. — М.: Знание, 1981.- 111 с.: ил. + [4] л.; 20 см. - (Народный университет. Факультет литературы и искусства) .- 40000 экз.
- История русского драматического театра : [в 7 т.] / редкол.: Е. Г. Холодов (гл. ред.) [и др.]. — 2-е изд. — М. : Искусство, 1977—1987. - автор раздела (том 7)
- Авангард и традиции. Советский театр 1917—1934 гг. — 1988.
- Русское режиссёрское искусство. 1898—1907. — М., 1989.
- Русское режиссёрское искусство. 1908—1917. — М., 1990.
- Театральные сюжеты. — М., 1990.
- Любимцы публики. — 1990.